# Topper Gezocht!
Topper Gezocht! was een talentenjacht op de Nederlandse televisiezender SBS6 en werd uitgezonden in 2018. De presentatie was in handen van Irene Moors. De show werd  gewonnen door Esmée Smit. Onder de deelnemers was onder andere zanger Dries Roelvink.

## Opzet
In Topper Gezocht! ging de zanggroep De Toppers op zoek naar een eenmalige versterking voor hun komende concertreeks in de Amsterdam ArenA. De winnaar zal samen met hen een medley zingen voor meer dan 65.000 toeschouwers per avond. De jury bestond uit de De Toppers-leden René Froger, Gerard Joling, Jeroen van der Boom en Jan Smit.

## Finalisten auditierondes
| Aflevering 1    | Aflevering 2      | Aflevering 3   | Aflevering 4     |
| --------------- | ----------------- | -------------- | ---------------- |
| Mike Peterson   | Esmée Smit        | Mart Hoogkamer | Bart Brandjes    |
| Nick Nicolai    | Anno van Wanrooij | Dave Dekker    | Jason Bouman     |
| Marleen Biemans | Deon Leon         | Laura Roskam   | Jeremy Hazeleger |

 = 1e plaats (5e Topper)
 = 2e plaats (Mag optreden tijdens de Halftime Show)
 = 3e plaats (Mag optreden tijdens de Halftime Show)
 = 4e plaats (Mag optreden tijdens de Halftime Show)
 = (Afgevallen tijdens de halve finale)

## Trivia
- Voorafgaand voor Toppers in concert 2011 zocht de zanggroep een vijfde Topper, om op drie avonden een medley mee te zingen. Er werden vijf weken audities gedaan. Iedereen kon meedoen. Elke week werd de weekwinnaar uitgekozen door de Toppers zelf. De vijf finalisten moesten het tegen elkaar opnemen en uiteindelijk kozen de Toppers de winnaar. Het lukte de Toppers niet één persoon te kiezen en daarom mochten Judith Peters en Danny Nicolay samen meezingen als 5de en 6de Topper.